# 毛瓣杜鹃
毛瓣杜鹃（学名：Rhododendron dasypetalum）为杜鹃花科杜鹃花属下的一个种。

## 扩展阅读
維基物種上的相關：毛瓣杜鹃